# Rhyssemus brevis
Rhyssemus brevis är en skalbaggsart som beskrevs av Riccardo Pittino 1990. Rhyssemus brevis ingår i släktet Rhyssemus och familjen Aphodiidae. Inga underarter finns listade i Catalogue of Life.